# Jørgen Pedersen (politiker)
 Der er flere personer med dette navn, se Jørgen Pedersen.
Jørgen Pedersen (født 18. januar 1841 i Nørre Lyndelse, død 6. juli 1920 i Odense) var en dansk journalist og politiker.
Han var søn af fæstehusmand Peder Jørgensen (1810-1890) og Kirstine Henriksdatter (1803-1847). Han var 1855-59 ude at tjene, besøgte derefter Kolds Højskole i Dalby og 1861-63 Blågård Seminarium, hvor han tog skolelærereksamen. Han blev nu selv Lærer hos Kold indtil 1872, kun med et års afbrydelse 1868-69, da han var lærer ved Højskolen i Vejstrup. Han overtog fra 1. januar 1873 redaktionen af Fyns Tidende og arbejdede bladet således op, at det fra at have 5-600 abonnenter efterhånden nåede det 10-dobbelte tal og blev et af de bedste og vigtigste provinsblade, organ for det mådeholdne Venstre. Efter forgæves at have søgt valg til Folketinget i Assenskredsen 1873 fortrængte han 1876 Niels Andersen her fra og genvalgtes her indtil 1886, da han gik over til Landstinget. Han har stadig hørt til den mest mådeholdne fløj af Venstre og var fra første færd en bestemt modstander af visnepolitikkenli. I Landstinget hævdede han med dygtighed Venstres stilling under den storpolitiske strid, fik sæde i flere vigtige udvalg og havde væsentlig del i at forberede forliget mellem Højre og Venstre 1894. Samme år blev han genvalgt til Landstinget og var efter Thomas Nielsens død sin gruppes ordfører. 1892 blev han medlem af Kommissionen om nye offentlige Bygninger i København og 1895 både af Landbo- og af Toldkommissionen. Han var medlem af Rigsretten og medlem af Forsvarskommissionen 1902-08 og af Toldrådet 1910.
Han ægtede 1869 Ursula Hansine Olsen (f. 1845), datter af gårdmand Ole Hansen i Hersnap (1812-1874).